# Ponte Vecchio
Ponte Vecchio phát âm tiếng Ý: [ˈponte ˈvɛkkjo], nghĩa là Cầu Cũ) là một cầu bắc qua sông Arno ở Florence của Ý. Đây là cây cầu được xây thời Trung cổ. Cầu nổi bật với các cửa hàng xây dọc theo cầu. Ban đầu các hàng thịt ban đầu là chủ các cửa hàng dọc cầu nhưng hiện nay các cửa hàng chủ yếu bán hàng kim hoàn, hàng nghệ thuật và hàng lưu niệm. Nó đã được mô tả là công trình cầu vòm xây bằng đá toàn bộ lâu đời nhất của châu Âu. Cầu không dành cho xe cộ, chỉ người đi bộ.
Cầu được xây từ thời La Mã (năm 996) với mục đích nối giữa hội trường thành phố Palazzo Vecchio và Palazzo Pitti. Những căn nhà nhỏ trên cầu có từ năm 1333. 
Trong hành lang Vasari ở bên cầu có chân dung của các họa sĩ hàng đầu nước Ý và châu Âu. Ngoài ra, điểm độc đáo luôn thu hút sự tò mò của du khách đó là những ổ khóa được móc rất nhiều nơi trên cầu. Các cặp tình nhân đến từ nhiều nước trên thế giới khi đến đây thường lấy ổ khóa, ghi tên hai người vào rồi móc lên trên cầu, còn chìa khóa ném xuống dòng sông. Họ tin rằng nếu làm như thế, tình cảm của mình sẽ được trường tồn vĩnh cửu.